# 蔗糖
蔗糖（英語：Sucrose）是一種雙醣（葡萄糖+果糖），晶體白色，具有旋光性，但無變旋。易被酸水解，水解後產生等量的D-葡萄糖和D-果糖。不具還原性。發酵或加熱形成的焦糖可以用作各種食物的增色劑或豐富風味。蔗糖是光合作用的主要產物，廣泛分布於植物體內，特別是甜菜、甘蔗和水果中含量極高。蔗糖是植物儲藏、積累和運輸糖分的主要形式。蔗糖的原料主要是甘蔗（Saccharum spp.）和甜菜（Beta vulgaris）。將甘蔗或甜菜用機器壓碎，收集糖汁，過濾後用石灰處理，除去雜質，再用二氧化硫漂白；將經過處理的糖汁煮沸，抽去沉底的雜質，刮去浮到面上的泡沫，然後熄火待糖漿结晶成為蔗糖。
以蔗糖為主要成分的食糖根據纯度的由高到低又分為：蔗糖（100%）、冰糖（99.9%）、白砂糖（99.5%）、绵白糖（97.9%）和赤砂糖（也稱红糖或黑糖）（89%）。

## 物理和化學特性
蔗糖是一個葡萄糖分子和通過糖苷鍵連接果糖分子組成的雙糖。結構：α-D-吡喃葡糖基 - （1→2）-β-D-呋喃果糖苷。葡萄糖是α-苷鍵果糖是β-苷键。葡萄糖具有六元吡喃環狀結構，果糖是呋喃環狀結構。屬於非還原性糖，而麥芽糖、乳糖之所以具有還原性，是因為其具有半縮醛羥基。蔗糖不存在变旋现象，且無无差向异构反应。

### 熱和氧化降解
| T (°C) | S (g/mL) |
| ------ | -------- |
| 50     | 2.59     |
| 55     | 2.73     |
| 60     | 2.89     |
| 65     | 3.06     |
| 70     | 3.25     |
| 75     | 3.46     |
| 80     | 3.69     |
| 85     | 3.94     |
| 90     | 4.20     |

對於蔗糖分解式可以用一個二步反應表示：第一個是脫水成純碳和水，然後碳從空氣中的氧，氧化成二氧化碳。
C12H22O11 + 熱 → 12C + 11H2O
12C + 12O2 → 12CO2
蔗糖不會在高溫下熔化。相反在186°C時它降解形式焦糖。就像其它碳水化合物它燃燒後形成二氧化碳和水。
混合蔗糖與氧化劑硝酸鉀產生的燃料被譽為火箭糖果，被用於推動業餘火箭發動機。
C12H22O11 + 6 KNO3 → 9 CO + 3 N2 + 11 H2O + 3 K2CO3
蔗糖與氯酸通過反應形成鹽酸。
8 HClO3 + C12H22O11 → 11 H2O + 12 CO2 + 8 HCl
蔗糖可與硫酸脫水以形成黑色富碳的固體。
H2SO4 (催化劑) + C12H22O11 → 12 C + 11 H2O + 熱 (和一些 H2O + SO3 ).

### 水解
水解斷裂糖苷鍵轉換蔗糖成葡萄糖和果糖。然而水解如此之慢，蔗糖的溶液可經過多年固可忽略不計其變化。如果加入蔗糖酶反應會迅速進行。水解也可與酸加速進行。如塔塔粉或檸檬汁這兩種弱酸。同樣的胃液酸度轉換蔗糖為葡萄糖和果糖是因消化時縮醛鍵可被酸打破。

### 蔗糖的合成與生物合成
蔗糖的生物合成通過前體UDP-葡萄糖和果糖-6-磷酸，由蔗糖-6-磷酸合酶催化。用於該反應的能量是由尿苷二磷酸(UDP)的裂解所獲得。蔗糖是由植物和藍藻形成而不是由其它生物體形成。蔗糖伴隨著單糖果糖在許多食用植物中天然存在。在許多水果，如菠蘿和杏，蔗糖是主要的糖。在其他情況如葡萄、梨、果糖是主要的糖。

### 化學合成
儘管蔗糖幾乎總是由天然來源中分離出來，其化學合成最早在1953年由加拿大有機化學家雷蒙德勒米厄完成。

## 历史
甘蔗原產地可能是新几内亚，后来传播到南洋群岛和印度。約在公元前三世纪时由东南亚或东印度传入中國南部。時人已知飲用蔗汁，《楚辭·招魂》稱之為「柘漿」。

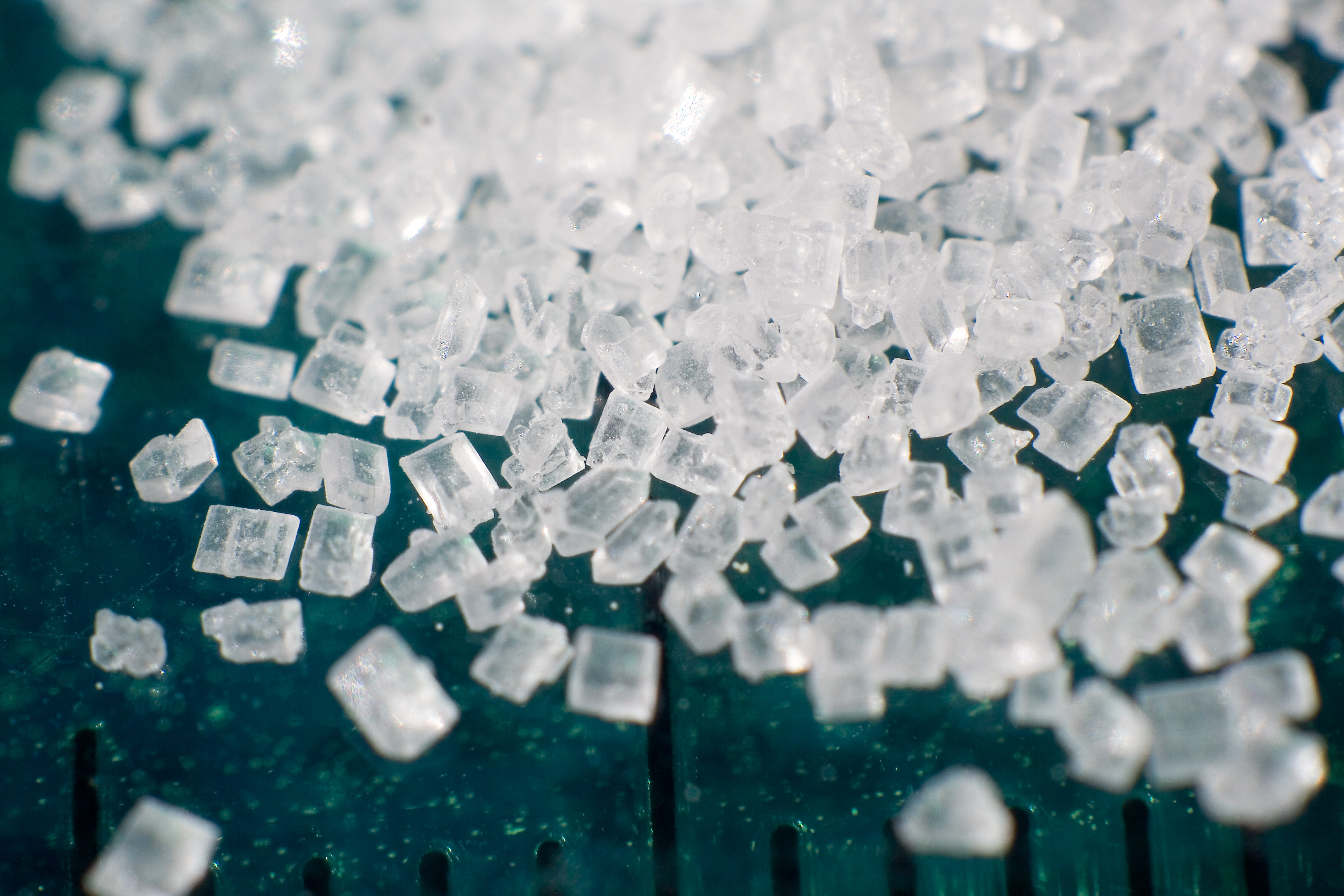
蔗糖顆粒，單斜白色固體

### 來源
蔗糖發源地是古印度。印度制蔗糖的方法，是将甘蔗榨出甘蔗汁晒成糖浆，再用火煎煮，成为蔗糖块（sakara）。蔗糖在漢代稱「石蜜」，中国古代的“西极石蜜”和“西国石蜜”以至世界各国“蔗糖”（sugar、sucrose）都包含“sacca”字根，来自梵文sakara。梵文sakara又有“石”的含义。汉代文献中的“石蜜”、“西极石蜜”、“西国石蜜”，指由西域入口的“石”糖；其中“西国”、“西极”正是梵文sakara的对音，而“石蜜”是梵文sakara的意译。
蔗糖的英文名词“Sucrose”是在1957年由英国化学家威廉·艾伦·米勒首次建议的，其中词根“Sucr-”源自法语单词“sucre”（意为“糖”），词根“-ose”是糖类名称的通用后缀。

### 在中国

#### 汉朝至隋朝
一世紀或以前，嶺南開始製作蔗糖。東汉前期粵人杨孚撰《异物志》，记载将甘蔗汁製成「饴饧」，再結晶成固體蔗糖「石蜜」：
甘蔗，远近皆有。交趾所产甘蔗特醇好，本末无厚薄，其味至均。围数寸，长丈余，颇似竹。斬而食之，既甘。迮取汁为饴饧，名之曰糖，益復珍也。又煎而曝之，既凝如冰，破如博棋，食之，入口消釋，時人謂之「石蜜」也。”
此外，陈寿 《三国志》還記錄交州向吳國進貢糖漿；《隋书》紀錄從印度入口“半糖”。
蔗糖之傳入中國，有南北二途。石蜜於漢代自南方扶南、交趾傳入，其後又自絲綢之路傳入中国和世界各地。敦煌残卷中有一段关于印度制糖术的纪录，说到印度出产甘蔗，可造最上“煞割令”。根据季羡林解读，“煞割令”就是梵文蔗糖块sakara的音译，证明印度制糖术的确经过丝绸之路传入中国。
直至南北朝，中國北方甘蔗與蔗糖兩者俱仍未普及。

#### 唐代
唐代蔗糖和甘蔗開始傳入北方各地。唐代僧侶常用蔗糖入藥，並以蔗糖水浴佛，來華的阿拉伯與波斯商人亦大量以蔗糖調味。但一般百姓仍未普遍使用蔗糖。
印度的炼糖术进一步改良：将甘蔗榨出甘蔗汁，用火熬炼，并不断加入牛乳或石灰一同搅拌，牛乳或石灰和糖浆中的杂质凝结成渣，原来褐色的糖浆颜色变淡，经过反复的除杂工序，最后得到淡黄色的砂糖。《新唐书》中记载唐太宗遣使去摩揭陀（印度）取熬糖法，说明印度的炼糖术在唐朝传入中国。

#### 宋代
北宋初期，三佛齐和大食等国贡白砂糖。白砂糖是从石蜜进一步提炼的，呈沙颗粒状态，色淡黄，比石蜜色淡，不是白如雪。宋代出现世界第一部甘蔗炼糖术专著《糖霜谱》。制糖在宋代成为一门重要产业，糖制品种类繁多，有香糖果子、狮子糖、花花糖、胶牙糖、芝麻糖、锤子糖、杨梅糖等。
糖在宋朝，成为城市老百姓常见之物。吴自牧《梦梁录》记录了杭州夜市中各式各样的糖制食品；但是还没有列入如同“柴米油盐酱醋茶”一般的日用必需品

#### 元代
意大利旅行家马可波罗的《游记》记述中国武干的制糖业，开始不知道怎么炼制像巴比伦地区出产的糖那样精美，后来大汗得到来自巴比伦地区的人传授用树灰炼精糖的技术。又说福州地区炼制的糖“十分洁白”。摩洛哥旅行家伊本·白图泰的《伊本·白图泰游记》说：“中国出产大量的蔗糖，其质素较之埃及实在有过之而无不及”。

#### 明代
明宋应星的《天工开物》第六卷《甘嗜》篇详细叙述造白糖和冰糖的方法：
- 造白糖法：将过冬成熟的甘蔗，用轧浆车榨蔗汁，盛入缸中，用火熬成黄黑色的糖浆，倒入另一口缸中凝结成黑沙糖；另备一口缸，上面安放一个瓦溜（瓦质漏斗），用稻草堵塞瓦溜的漏口，将黑砂糖倒入瓦质漏斗中，等黑沙结定，除去稻草，用黄泥水淋下漏斗中的黑砂糖，黑渣从漏斗流入下面缸中，漏斗中留下白霜，最上一层约五寸多，非常洁白，叫西洋糖（明代的西洋即现在的南洋）。
- 造冰糖法：将白糖煎熔，和入鸡蛋清除杂质，待火候合适，将新青竹破成蔑片，斩成一寸长短，投入熔化的白糖中，经过一夜就凝成冰糖。

季羡林在所著《中华蔗糖史》说：中国明代熬练白糖的“黄泥水淋脱色法是中国的伟大发明”,并指出冯·李普曼（von Lippmann）的《糖史》中没有一个字提到黄泥水淋脱色法。除《天工开物》外，《闽书南产志》、方以智著《物理小识》、刘献廷著《广阳杂记》、《兴化府志》都有关于熬练白糖的黄泥水淋脱色法的叙述。证明黄泥水淋脱色法是中国人发明的。

##### 出口紀錄
- 中国从明朝开始将中国白糖出口到日本、印度和南洋群岛。明朝后期，每年出口的蔗糖有1千万至1千5百万英磅之多，是继茶叶和丝之后的第三大宗重要的出口货物[17]。
- 明朝中国的白砂糖出口到印度孟加拉地区，也传播了中国制造白砂糖的方法。根据季羡林考证，孟加拉语和几种印度语言中，白砂糖都叫cini sakara，即“中国糖”，就是中国制糖术传入印度的证明。
- 明崇祯十年英国东印度公司的商船在广州前后购买13028担白糖和500担冰糖。

## 種類

### 依色澤區別
- 白糖：壓搾蔗汁或原料糖漿經過過濾、脫色處理，再經過結晶、分蜜、乾燥而成砂糖。市售商品糖，稱為特級砂糖。
- 粗糖：色澤為黃色，壓搾蔗汁或原料糖漿經過清淨過濾處理，再經過結晶、分蜜、乾燥而成砂糖，通常作為精煉糖的原料糖。品質較佳者作食糖，市售商品糖稱為二號砂糖。另一來源為精煉白糖的副產品。
- 紅糖或稱黑糖：色澤深於粗糖，顆粒細於粗糖。甘蔗洗淨後，經過壓搾，蔗汁放於大鍋內煎煮結晶，然後經過搗碎成粉粒狀砂糖。此種糖，含有甘蔗汁的全部營養素及礦物質，不過還殘留許多昆蟲與植物的碎屑，土壤，纖維等雜質。販售在市面上的紅糖（黑糖）多為表面噴灑糖蜜的白砂糖。

### 依形狀區別

#### 結晶糖
- 細砂：糖漿經過一次結晶產生的成品糖。
- 特砂：糖漿經過二次以上結晶產生較大顆粒的成品糖。

#### 加工糖
- 粉糖：砂糖經過研磨成粉狀。
- 冰糖：白糖經過溶解，再經結晶成大顆粒或塊狀。
- 方糖：砂糖經過擠壓成方型。
- 液糖：砂糖經過溶解成液體，再經過濾，可直接添加使用的液態糖。
- 精製紅糖：粗糖經過溶解，或白糖經過溶解並添加糖蜜，再經過結晶產生的糖。

### 依製糖程序區別
- 耕地白糖：由壓搾甘蔗，蔗汁經過過濾、脫色、濃縮、結晶、分蜜、乾燥等程序製成的白糖。
- 精煉白糖：由溶解原料糖，糖漿經過過濾、脫色、結晶、分蜜、乾燥等程序製成的白糖。
- 兼煉白糖：由壓搾甘蔗製造的粗糖，一部份作為原料糖溶解成糖漿，糖漿經過過濾、脫色、結晶、分蜜、乾燥等程序製成的白糖。

### 依包裝區別
- 大包糖：如30公斤裝、50公斤裝、1公噸裝（俗稱太空包）等，早期用麻袋包裝，現代用PP編織袋包裝。
- 小包糖：如6公克裝、10公克裝、1公斤裝、2公斤裝、5公斤裝等，一般用PE袋或OPP袋包裝。
- 散裝糖：成品糖以輸送設備存放於糖倉，等待出貨裝車或裝船。

## 製糖副產品
製糖廠的主產品為砂糖，製糖過程產生數種副產品：
- 蔗渣：甘蔗經過壓搾產生蔗汁及蔗渣。蔗汁經過處理可製成砂糖：蔗渣用於鍋爐燃燒，產生蒸汽供作動力及熱源。剩餘的蔗渣，即為副產品，可供造紙及合板原料、飼料等。
- 濾泥：蔗汁中的泥沙等雜質經過過濾，產生的濾餅可用於改良土壤。
- 煙灰：鍋爐燃燒蔗渣產生煙灰，煙灰經過收集可用於改良土壤。
- 糖蜜：製糖過程無法再回收利用的糖蜜可供作酒精、味精、飼料等用途。

## 生理影響
- 蔗糖在人体消化系统内经过消化液分解成为果糖和葡萄糖，经过小肠吸收。
- 蔗糖被認為會導致某些健康問題，其中最常見是蛀牙，這是由於口腔的細菌可將食物中的蔗糖成份轉換成酸，從而侵蝕牙齒的琺瑯質。
- 蔗糖有高热量，攝取過量容易引起肥胖，而且很容易攝取過量。
- 食用蔗糖過量會造成代謝症候群。
- 一些人認為黑糖是健康的糖，但實際上其健康風險只比精緻砂糖低一點點。

## 主要产糖国
- 中华人民共和国
- 越南
- 泰国
- 印度尼西亚
- 菲律宾
- 印度
- 南非
- 俄罗斯
- 乌克兰
- 古巴
- 巴西
- 澳大利亚

## 用途
- 食品原料，可制成全蔗糖糖浆，用于饮料、制药等
- 汽水
- 糖果
- 餅乾
- 糕點
- 臘味
- 調味料
- 貨物、商品、期貨
- 護膚品（去角質類）